# Гонтарки
Гонтарки — ботанічна пам'ятка природи місцевого значення. Об'єкт розташований на території Яремчанської міської ради Івано-Франківської області, Дорівське лісництво, квартал 8, виділ 22.
Площа — 7,0000 га, статус отриманий у 1993 році.